# Stamntjärnen, Dalarna
Stamntjärnen är en sjö i Älvdalens kommun i Dalarna och ingår i Dalälvens huvudavrinningsområde.